# Alfa Ebooks Manager
Alfa Ebooks Manager — условно-бесплатная компьютерная программа для управления библиотекой электронных книг под управлением операционной системы Microsoft Windows.

## Описание
Программа Alfa Ebooks Manager предназначена для создания электронного каталога книг. Для каждой книги в базе создается карточка с различными полями, такими как: название, автор, издательство, серия, ISBN, дата публикации, количество страниц и т. д. Пользователь может создавать собственные поля, а также присваивать книге теги и жанры из списка. Каталогизатор позволяет быстро сортировать и находить книги по различным параметрам.
Внешний вид библиотеки можно настраивать. В Alfa Ebooks Manager есть несколько готовых шаблонов для представления списка книг и возможность произвольно менять цветовую схему и расположение элементов управления.
Программа позволяет работать как с электронными, так и с печатными книгами. Электронные книги можно импортировать автоматически с жесткого диска и извлекать их метаданные. Поддерживаются все популярные форматы (PDF, MOBI, EPUB, FB2, TXT, DJVU, CBR/CBZ, MP3 и M4B). Электронные книги можно открывать во встроенном просмотрщике. Для аудиокниг предусмотрен аудиоплеер. Также, в программе есть инструменты для редактирования метаданных, управления файлами книг, конвертирования форматов книг, обновления информации о книгах с Интернет сайтов (ОЗОН, ЛитРес, Google Books и других), импорта и экспорта списков книг.
Alfa Ebooks Manager используется и для домашних, и для небольших корпоративных электронных библиотек. Для организации доступа в локальной сети в программе предусмотрен веб-интерфейс, который позволяет искать книги в библиотеке, скачивать книги и открывать их для чтения в браузере. Поддерживается доступ с мобильных устройств.